# Orostachys minuta
Orostachys minuta là một loài thực vật có hoa trong họ Crassulaceae. Loài này được (Kom.) A. Berger miêu tả khoa học đầu tiên năm 1930.